# Incendie à la Flakturm Friedrichshain

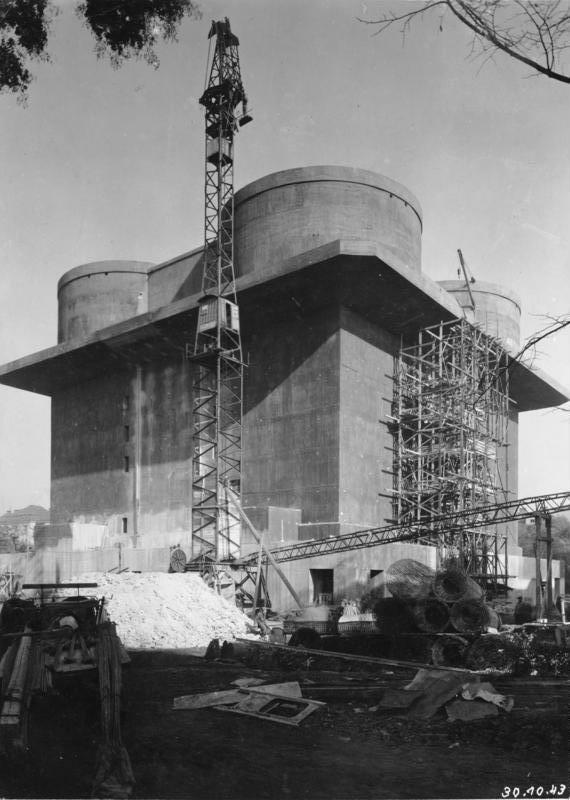
La Flakturm durant les travaux de construction en 1942

L'incendie de la Flakturm Friedrichshain en date de mai 1945 fut « le plus grand désastre artistique de l'histoire moderne, après la destruction du Real Alcázar de Madrid, survenue en 1734 ». Des milliers d'œuvres d'art dont des peintures du Caravage, Rubens, Goya, Botticelli... ont été totalement détruites par les flammes.
Cinq ans plus tôt, en 1940, sur ordre d'Hitler et afin de défendre Berlin, Hambourg et Vienne, avait été commencée la construction de tours en béton armé, équipées de radars et d'artillerie anti-aérienne, appelées Flakturm. Les Flakturms de Berlin consistaient en trois grands complexes disposés en triangle dans trois zones stratégiques de la ville : Zoologischer Garten Berlin, Friedrichshain et Humboldthain. Compte tenu de leur extraordinaire solidité et sécurité, en plus de servir d'abris anti-aériens, les Flaktürme du zoo et de Friedrichshain ont été utilisées pour sécuriser des objets, des sculptures et des peintures des musées berlinois. Mais à la grande surprise et consternation de tous, en mai 1945, la guerre étant effectivement terminée, la Flakturm Friedrichshain subit pendant des jours un incendie dévastateur  qui détruisit presque entièrement les œuvres inestimables qu'elle abritait.

## L'incendie
L'incendie s'est déclaré entre les 5 et 10 mai 1945, ravageant la Flakturm Friedrichshain alors qu'elle était sous la garde de l'armée russe. Ces informations nous proviennent de Christopher Norris, historien de l'art anglais qui faisait partie de la Commission alliée pour les monuments et les arts, et qui se trouvait à Berlin immédiatement après la libération, dans un article publié dans le numéro de décembre de la grande revue d'art anglaise The Burlington Magazine , cité plus tard par le magazine italien Sele Arte . Les pertes dénoncées, qui concernent principalement les collections du Kaiser Friedrich Museum, du Schloss Museum, du Deutsches Museum et du Museum für Völkerkunde, sont constituées d'œuvres de sculpture, de bronzes, de textiles anciens, de céramiques, d'œuvres d'art décoratif et d'artisanat.
Les plus grands dégâts ont principalement concerné le secteur de la peinture : 417 œuvres manquaient, dont 158 de l'art italien, 89 de l'art hollandais, 54 de l'art flamand, 67 de l'art allemand, ainsi que de nombreux autres chefs-d'œuvre de l'art espagnol, peinture française, peinture anglaise.
En Allemagne, dès 1938 et sur l'insistance des fonctionnaires, de nombreuses œuvres d'art avaient été mises à l'abri dans les coffres-forts armés des banques. Mais c'est en 1941, sous la pression des événements de guerre, et aussi pour avoir de plus grandes garanties de conservation et de sécurité, qu'une partie des collections artistiques fut transférée à la Flakturm du Zoo et celle de Friedriehshain. Outre quelques enlèvements de matériaux particulièrement délicats, 735 mètres cubes de cartons contenant des œuvres d'art sont restés à la Friedriechshain.
Lors des raids aériens de l'hiver 1943-44,certains musées ont beaucoup souffert, et compte tenu également des dommages causés aux œuvres d'art par des environnements inadaptés, au début de 1944, les œuvres d'art ont commencé à être transportées vers les mines de sel de Grasleben et dans les mines de potassium de Schönebeck. Au même moment, en mars 1944, les directeurs des musées furent avertis que de nouvelles bombes alliées rendaient le Flaktürmen désormais destructibles. La situation de guerre, en raison des désastres militaires à l'Est puis de l'invasion de la France, devint de plus en plus critique et confuse, et c'est pourquoi de nombreuses tentatives d'évacuation de la Flaktürme échouèrent.

Ainsi, en février 1945, commencèrent les grands bombardements diurnes . Trop d'oeuvres restèrent à Berlin dans des bâtiments vulnérables, et l'on préféra donc recourir à la Flakturm Friedrichshain, où, du 21 au 24 février, de nombreuses peintures de grande envergure furent déposées. Après la décision de défendre Berlin jusqu'au bout, les responsables du musée ont de nouveau posé le problème de la sauvegarde des œuvres au ministre national-socialiste Rust. Malgré les bombardements et le blocage des routes par des convois militaires, l'évacuation des ouvrages a pu commencer le 8 mars, avec des moyens logistiques limités. Le premier convoi quitta Berlin le 11 mars, et le dixième et dernier, le 7 avril. A l'instar du convoi du Trésor de Guelph qui fut bombardé, les ouvrages étaient alors constamment en danger et subirent des dégâts considérables. Puis les événements se sont aggravés.

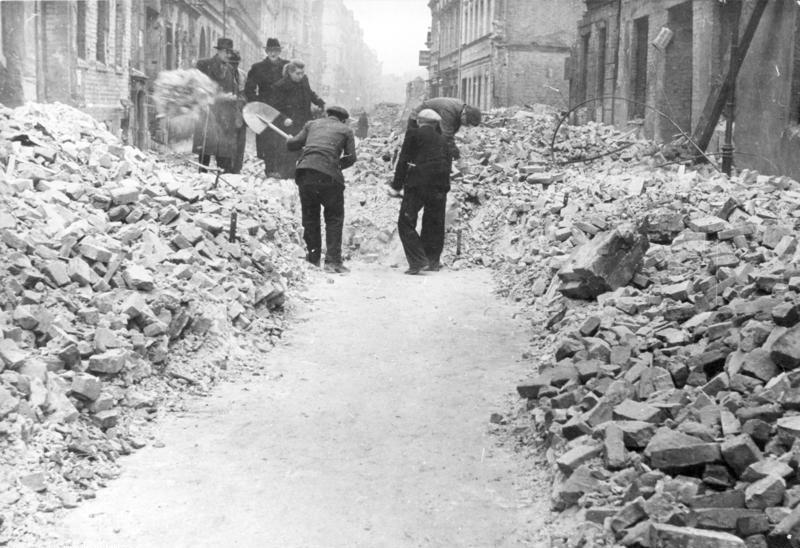
Berlin après les bombardements en 1945.

Le 21 avril, le bombardement russe sur Berlin encerclé commence. L'artillerie fait d'énormes dégâts. Alors que la garde du zoo Flakturm est restée en place, celle de Friedrichshain semble avoir été retirée ou dissoute. Le 2 mai, la ville capitule et les responsables du musée s'inquiètent immédiatement de la sauvegarde des dépôts. Le 3 mai, ils ont contacté les autorités russes pour s'assurer que les Flaktürme étaient protégées. Le professeur Kümmel en a parlé au général Bersarin au quartier général russe de Karlshorst. Le 5 mai, aucune mesure de protection n'avait été prise ; cependant, les dépôts ont été vérifiés et retrouvés intacts. Il y avait cependant un danger immédiat de pillards et de civils en quête de nourriture, ainsi que de groupes de soldats licenciés.

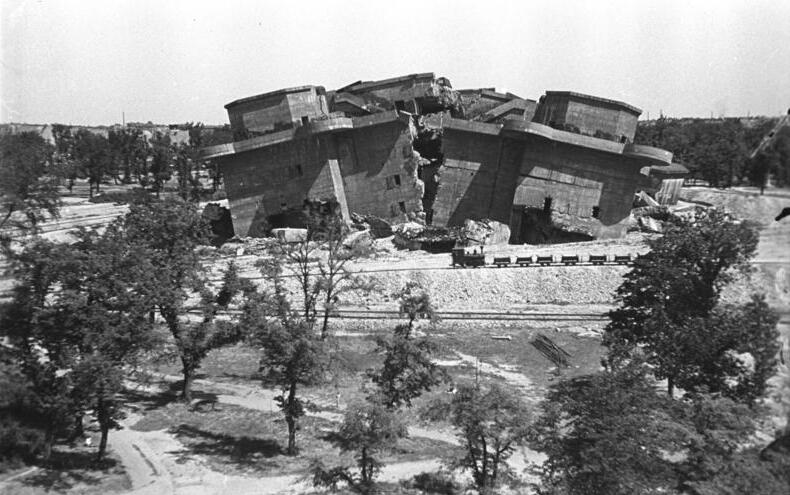
La Flakturm Friedrichshain en Août 1949

À la suite de nouvelles demandes pressantes, le 7 mai, les responsables du musée, accompagnés d'un officier russe, ont visité la Flakturm de Friedrichshain et se sont retrouvés confrontés à un spectacle terrible : le premier étage de la tour était en feu . Les Russes ont ensuite procédé au nettoyage du Zoo Flakturm entre le 7 mai et le 8 juin, mais entre-temps, les deuxième et troisième étages du Friedrichshain Flakturm avaient également été consumés par l'incendie. Le bâtiment a été abandonné : des civils et des maraudeurs ont été aperçus à plusieurs reprises autour et à l'intérieur, mais rien n'a pu être fait.
Lorsque, toujours en août 1945, Norris put visiter les ruines de la Flakturm, il y trouva des gens qui campaient, et surtout des fragments de terre cuite, de marbre calciné, de bronze semi-coulé, et surtout d'énormes morceaux de béton armé tombés du sol. étages supérieurs, ce qui attestait de la violence de l'incendie. Les officiers alliés ont fait appel au commandement russe pour que ces fragments soient également examinés et collectés et que des fouilles soient organisées parmi les décombres du bâtiment, mais cela n'a pas pu être réalisé. À la suite de l'accord conclu au début de 1946 sur le partage des quartiers de Berlin  les troupes russes trièrent et rassemblèrent les résidus et firent sauter ce qui restait de la Flakturm.

## Liste de 69 des 417 tableaux perdus
| N° | artiste                           | nom de l'oeuvre                                                                                           | date                                | nationalité                                | dimensions        | technique                               | numéro d'inventaire | fichier image |
| 1  | Barnaba da Modena                 | La Vierge à l'Enfant nourrissant un chardonneret                                                          | 1369                                | peinture italienne                         | -                 | huile sur toile sur panneau de peuplier | -                   |               |
| -- | --------------------------------- | --- | ----------------------------------- | ------------------------------------------ | ----------------- | --------------------------------------- | ------------------- | ------------- |
| 2  | Francesco Bassano                 | Allégorie de l'Air                                                                                        | 1575                                | peinture italienne                         | 123x182cm         | huile sur toile                         | 1956                | -             |
| 3  | Francesco Bassano                 | Allégorie de l'Automne                                                                                    | 1570                                | peinture italienne                         | 123x182cm         | huile sur toile                         | 1937                | -             |
| 4  | Domenico Beccafumi                | Martyr de Sainte Lucie                                                                                    | entre 1520 et 1527                  | peinture italienne                         | 57x82cm           | huile sur toile                         | 2075                |               |
| 5  | Bernardo Bellotto                 | Place du Marché de Pirna                                                                                  | env.1750                            | peinture italienne                         | 46x78cm           | huile sur toile                         | 503-B               | -             |
| 6  | Bernardo Bellotto                 | Portes de la Cité de Pirna                                                                                | env.1750                            | peinture italienne                         | 47x78cm           | huile sur toile                         | 503-C               | -             |
| 7  | Nicolaas Pietersz Berchem         | arrêt à la forge                                                                                          | entre 1655 et 1665                  | peinture hollandaise                       | 70x85cm           | huile sur toile                         | 896                 | -             |
| 8  | Nicolaas Pietersz Berchem         | paysage hivernal avec moulin à vent, cheval et pont                                                       | entre 1640 et 1683                  | peinture hollandaise                       | 48x69cm           | huile sur toile                         | 836                 | -             |
| 9  | Bergognone                        | Madone avec enfant en trône et deux saints                                                                | entre 1481 et 1522                  | peinture italienne                         | 182x133cm         | peinture sur planche de peuplier        | 052                 |               |
| 10 | Botticelli                        | Tondo de la Madone et l'enfant Jésus avec saints aux candélabres                                          | 1485                                | peinture italienne                         | 192cm de diamètre | huile sur bois                          | -                   |               |
| 11 | Botticini                         | Christ en croix et quatre saints                                                                          | env.1475                            | peinture italienne                         | -                 | huile sur panneau de peuplier           | -                   |               |
| 12 | Alonso Cano                       | Sainte Agnès                                                                                              | entre 1624 et 1638                  | peinture espagnole                         | -                 | huile sur toile                         | -                   |               |
| 13 | Le Caravage                       | Le Christ au mont des oliviers                                                                            | 1605                                | peinture italienne                         | 154x222cm         | huile sur toile                         | 359                 |               |
| 14 | Le Caravage                       | Portrait d'une Courtisane                                                                                 | 1597                                | peinture italienne                         | 66x53cm           | huile sur toile                         | 356                 |               |
| 15 | Le Caravage                       | saint Matthieu et l'Ange                                                                                  | 1602                                | peinture italienne                         | 223x183cm         | huile sur toile                         | 365                 |               |
| 16 | Petrus Christus                   | Sainte Catherine                                                                                          | 1470-1475                           | peinture flamande                          | -                 | huile sur bois                          | -                   |               |
| 17 | Lucas Cranach                     | Madone à l'Enfant et quatre saintes                                                                       | entre 1512 et 1514                  | peinture allemande                         | 95x76cm           | peinture sur bois                       | 1970                |               |
| 18 | Lucas Cranach                     | Madone à l'Enfant et saint Jean Baptiste                                                                  | après 1537                          | peinture allemande                         | 77x57cm           | peinture sur bois de tilleul            | 559-A               |               |
| 19 | Francisco de Goya                 | Portrait d'un moine                                                                                       | 1810-1815                           | peinture espagnole                         | 82x68cm           | huile sur toile                         | 1619-B              |               |
| 20 | Jusepe de Ribera                  | Saint Sébastien                                                                                           | 1636                                | peinture espagnole                         | 200x149           | huile sur toile                         | 405-B               |               |
| 21 | Ercole de Roberti                 | Madone et l'Enfant en trône et quatre saints                                                              | env.1475                            | peinture italienne                         | -                 | huile sur toile                         | -                   |               |
| 22 | Emmanuel de Witte                 | intérieur d'église gothique                                                                               | 1668                                | peinture hollandaise                       | 56x65cm           | huile sur toile                         | 1840                |               |
| 23 | Sebastiano del Piombo             | Judith et holopherne                                                                                      | env.1525                            | peinture italienne                         | 94x72cm           | huile sur toile                         | 259-C               |               |
| 24 | Andrea del Sarto                  | Retable de Sarzana                                                                                        | env.1528                            | peinture italienne                         | 228x185cm         | huile sur toile                         | 246                 |               |
| 25 | Piero di Cosimo                   | Adoration des Pasteurs                                                                                    | 1490 (datation de Forlani Tempesti) | peinture italienne                         | 132x147cm         | huile sur toile                         | 204                 |               |
| 26 | Domenichino                       | Portrait de l'architecte Vincenzo Scamozzi                                                                | début XVII°s.                       | peinture italienne                         | -                 | huile sur toile                         | -                   |               |
| 27 | Fra Bartolomeo                    | Assomption de la Vierge                                                                                   | 1507-1508                           | peinture italienne                         | 301x195cm         | peinture sur bois de peuplier           | 249                 |               |
| 28 | Fra Filippo Lippi                 | Madone en mère de miséricorde                                                                             | milieu XV°s.                        | peinture italienne                         | -                 | huile sur bois                          | -                   |               |
| 29 | Vincenzo Foppa                    | Déploration du Christ                                                                                     | XV°s.                               | peinture italienne                         | -                 | huile sur bois de peuplier              | -                   |               |
| 30 | Caspar David Friedrich            | Cimetière d'un monastère                                                                                  | env.1818                            | peinture allemande                         | 121x170cm         | huile sur toile                         | A-II-13             |               |
| 31 | Caspar David Friedrich            | Lumière du Nord                                                                                           | entre 1810 et 1835                  | peinture allemande                         | 141x109cm         | huile sur toile                         | A-II-155            |               |
| 32 | Caspar David Friedrich            | Région d'haute montagne                                                                                   | 1824                                | peinture allemande                         | 131x167cm         | huile sur toile                         | A-II-314            |               |
| 33 | Domenico Ghirlandaio              | Madone avec l'Enfant en Trône entre saint François d'Assise et saint Bonaventure                          | 1490-1492                           | peinture italienne                         | 202x151cm         | Détrempe sur bois                       | -                   |               |
| 34 | Domenico Ghirlandaio              | Madone à l'Enfant en Gloire entre les saints Jean-évangéliste, François d'Assise, Jérôme et Jean-Baptiste | 1496-1497                           | peinture italienne                         | 181x179cm         | Détrempe et huile sur bois              | 88                  |               |
| 35 | Domenico Ghirlandaio              | Deux panneaux du retable Tornabuoni : Saint Vincent Ferrer et Sant'Antonino Pierozzi                      | entre 1490 et 1498                  | peinture italienne                         | 221x56cm          | Détrempe sur bois                       | -                   |               |
| 36 | Abraham Janssens                  | Méléagre et Atalante                                                                                      | 1575-1632                           | peinture Flamande                          | 118x93cm          | huile sur toile                         | 777                 |               |
| 37 | Abraham Janssens                  | Vertumne et Pomone                                                                                        | 1615-1617                           | peinture Flamande                          | 124x93cm          | huile sur toile                         | 775                 |               |
| 38 | Jacob Jordaens                    | comme chante le vieux coq                                                                                 | 1658                                | peinture hollandaise                       | 75x56cm           | huile sur toile                         | 879                 |               |
| 39 | Jacob Jordaens                    | portrait d'Adam van Noort                                                                                 | 1640                                | peinture hollandaise                       | 75x54cm           | huile sur toile                         | 1703                |               |
| 40 | Jacob Jordaens                    | La Vision de saint Bruno                                                                                  | env.1660                            | peinture hollandaise                       | 75x54cm           | huile sur toile                         | 2045                | -             |
| 41 | Willem Kalf                       | Nature morte avec coupe dorée                                                                             | entre 1640 et 1660                  | peinture hollandaise                       | 67x82cm           | huile sur toile                         | 948-J               | -             |
| 42 | Willem Kalf                       | Nature morte avec coupe en forme de nef                                                                   | env.1661                            | peinture hollandaise                       | 65x54cm           | huile sur toile                         | 948-G               | -             |
| 43 | Filippino Lippi                   | Crucifixion entre la Vierge et saint François                                                             | env.1500                            | peinture italienne                         | 186X179cm         | peinture et dorure sur bois             | -                   |               |
| 44 | Bartolomé Esteban Murillo         | Adoration des pasteurs                                                                                    | env.1655                            | peinture espagnole                         | 170X196cm         | huile sur toile                         | 414-A               |               |
| 45 | Bartolomé Esteban Murillo         | Saint Antoine de Padoue avec l'Enfant Jésus                                                               | env.1675                            | peinture espagnole                         | 165x200cm         | huile sur toile                         | 414-B               |               |
| 46 | Nicola Pisano                     | L'élévation de l'âme de saint Martin                                                                      | env.1280                            | sculpture italienne                        | -                 | marbre                                  | -                   |               |
| 47 | Sir Joshua Reynolds               | Mrs. Boone and Her Daughter                                                                               | 1774                                | peinture anglaise                          | -                 | huile sur toile                         | -                   |               |
| 48 | Peter-Paul Rubens                 | La Conversion de saint Paul                                                                               | 1616-1617                           | peinture flamande                          | 261x371cm         | huile sur toile                         | 762-B               |               |
| 49 | Peter-Paul Rubens                 | Diane et nymphes au bain surprises par des satyres                                                        | 1635-1638                           | peinture flamande                          | 190x249cm         | huile sur toile                         | 762-C               |               |
| 50 | Peter-Paul Rubens                 | Vénus et Adonis                                                                                           | 1610-1611                           | peinture flamande                          | 112x96cm          | huile sur toile                         | 763-B               |               |
| 51 | Peter-Paul Rubens                 | Neptune et Amphitrite                                                                                     | env.1615                            | peinture flamande                          | 230x305cm         | huile sur toile                         | 776-A               |               |
| 52 | Luca Signorelli                   | L'éducation de Pan                                                                                        | env.1490                            | peinture italienne                         | 194x257cm         | Détrempe sur toile                      | -                   |               |
| 53 | David Teniers le jeune            | La Tentation de saint Antoine                                                                             | 1647                                | peinture flamande                          | -                 | huile sur bois                          | -                   |               |
| 54 | Antoine van Dyck                  | Le Couronnement d'épines                                                                                  | 1618-1620                           | peinture flamande                          | 262x240cm         | huile sur toile                         | 770                 |               |
| 55 | Antoine van Dyck                  | complaintes sur le Christ mort                                                                            | 1629-1630                           | peinture flamande                          | 220x166cm         | huile sur toile                         | 778                 |               |
| 56 | Antoine van Dyck                  | Butin de chasse                                                                                           | entre 1626 et 1632                  | peinture flamande                          | 45x59cm           | huile sur toile                         | 1829                |               |
| 57 | Antoine van Dyck                  | Nymphes surprises par des satyres                                                                         | 1618-1619                           | peinture flamande                          | 81x94cm           | huile sur toile                         | 782-a               |               |
| 58 | Antoine van Dyck                  | Saint Jean Baptiste et saint Jean Évangéliste                                                             | entre 1617 et 1619                  | peinture flamande                          | 261x212cm         | huile sur toile                         | 799                 |               |
| 59 | Jacob Van Ruisdael                | Mer agitée                                                                                                | env 1670                            | peinture hollandaise                       | -                 | huile sur toile                         | -                   |               |
| 60 | Juste de Gand ou Melozzo da Forli | La Dialectique                                                                                            | env.1480                            | peinture hollandaise ou peinture italienne | 150x110cm         | huile sur panneau de peuplier           | 54                  |               |
| 61 | Juste de Gand ou Melozzo da Forli | L'Astronomie                                                                                              | env.1480                            | peinture hollandaise ou peinture italienne | 150x110cm         | huile sur panneau de peuplier           | 54-A                |               |
| 62 | Le Tintoret                       | Annonciation                                                                                              | 1578-1580                           | peinture italienne                         | -                 | huile sur toile                         | -                   |               |
| 63 | Lorenzo Veneziano                 | Saint Bernard                                                                                             | 1369-1370                           | peinture italienne                         | 72x28             | Détrempe sur bois                       | 1650-a              |               |
| 64 | Lorenzo Veneziano                 | Saint Jean Baptiste                                                                                       | 1369-1370                           | peinture italienne                         | 74x27cm           | Détrempe sur bois                       | 1650                | -             |
| 65 | Lorenzo Veneziano                 | Saint Jérôme                                                                                              | 1369-1370                           | peinture italienne                         | 72x28             | Détrempe sur bois                       | 1650-b              |               |
| 66 | Lorenzo Veneziano                 | Saint Marc                                                                                                | 1369-1370                           | peinture italienne                         | 74x27cm           | Détrempe sur bois                       | 1350                | -             |
| 67 | Paolo Veronese                    | Saturne aidant la Religion à réjeter l'Hérésie                                                            | env. 1580                           | peinture italienne                         | 144x242cm         | Huile sur toile                         | 304                 |               |
| 68 | Philips Wouwerman                 | Ecole d'équitation au bord d'une rivière                                                                  | milieu du XVII°s.                   | école hollandaise                          | -                 | huile sur toile                         | -                   |               |
| 69 | anonyme lombard                   | Madone à l'Enfant                                                                                         | XVI°siècle                          | peinture italienne                         | -                 | huile sur toile                         | -                   |               |